# Холм, Холли
Холли Холм (англ. Holly Holm; род. 17 октября 1981, Альбукерке, Нью-Мексико, США) — американская спортсменка, модель, профессиональный боксёр и боец смешанных единоборств. Выступала в Абсолютном Бойцовском Чемпионате (UFC) в легчайшем дивизионе. Бывшая чемпионка UFC в женском легчайшем весе. Бывший профессиональный боксёр и кикбоксер. Во время своей боксерской карьеры защитила свои титулы 18 раз в трёх весовых категориях. Наиболее заметная победа в смешанных боевых искусствах (ММА) произошла в UFC 193, когда она завоевала титул чемпиона лёгкого веса и победила Ронду Раузи, нанеся ей первое поражение.
Холм является первой женщиной, которая выиграла титулы чемпиона мира в двух дисциплинах: боксе и смешанных боевых искусствах. Боец UFC Джон Джонс назвал Холм величайшей спортсменкой в боевой спортивной истории.
Вне ММА Холм снялась в 2016 году в полнометражном фильме «Бойцовская долина».

## Ранняя жизнь
Холли Холм родилась в Альбукерке Нью-Мексико США и выросла в соседнем поселении Боске Фармс (Bosque Farms), являлась младшей из трёх детей. Её отец, Роджер — проповедник Церкви Христовой, за что Холли впоследствии получила прозвище «дочь проповедника». Её мать, Тамми — массажист. У Холм ирландские и шведские корни.
Взрослея, Холли играла в футбол и занималась гимнастикой, плаванием и дайвингом. Родители Холли Холм развелись незадолго до того, как она окончила среднюю школу Манзано в 2000 году. После окончания школы она год училась в университете Нью-Мексико.

## Любительская карьера в кикбоксинге
Путь к карьере Холм в боксе и кикбоксинге начался с классов аэробики. Её инструктор кардио-кикбоксинга, Майк Винкелджон, вскоре увидел в Холм потенциал бойца и начал тренировать её. Осенью 2001 года, в возрасте 20 лет, она конкурировала в ИКФ США Национальный Любительский Чемпионат турнира в Канзас-Сити, Миссури. После победы в первом круге турнира, выигранным техническим нокаутом всего за 34 секунды, она выиграла второй и финальный раунд, и единогласным решением стала претендентом на национальный титул в международных правилах взрослых женщин второго полусреднего веса, победа, что бы пометить её в прошлом кикбоксинг внешность прежде чем её профессиональный дебют. Её общий Любительский кикбоксинг рекорд составлял 6-0-2.

## Профессиональная боксёрская карьера
Холм получила несколько титулов по боксу в полусреднем весе, была высоко оценена как одна из лучших боксерш в мире во втором полусреднем весе, и некоторыми считается одной из лучших боксерш всех времён в той же весовой категории. Она также была названа журналом Ring Magazine женщина-Боец года два года подряд, в 2005 и 2006 годах. Она привлекает публику в её родной город Альбукерке, проведя там все её бои, кроме трёх, и только один из её боев был проведен за пределами её родного штата Нью-Мексико.
В июне 2008 года она стала абсолютным чемпионом мира в полусреднем весе и обладателем поясов от 140 до 154, победив бывшего чемпиона Мэри Джо Сандерс по решению большинства судей. Они сражались в матч-реванше 17 октября 2008 года во Дворце Оберн-Хиллз в пригороде Детройта, который завершился вничью.
2 декабря 2011 года Холм была нокаутирована в 7-м раунде боя с Энн Софи Матис из Франции за вакантный женский IBF и WBAN в полусреднем весе . Упав на ринг, Холм была сильно избита Матис без вмешательства судей. Её поражение было названо разочарованием года в женском боксе. Они дрались в реванше 15 июня 2012 года за титул WBF женщин по версии IBF и титул WBAN в полусреднем весе. Холм одержала победу над Матис единогласным решением, став новым чемпионом и реабилитировав себя за прошлое поражение нокаутом.

## Карьера в смешанных боевых искусствах

### Начало карьеры
Холм дебютировала в MMA 4 марта 2011 года в бою против Кристины Домк на мероприятии, на которое ей помог попасть её боксерский промоутер Ленни Фрескиз. Она стали хэдлайнерами в карты с Джексона борьбе подчинения товарища по команде Кит Джардин. Холм выиграла бой техническим нокаутом во втором раунде после того, как её соперница не смогла продолжить из-за ударов ногами, нанесённых Холм.
Холм вернулась в ММА на 9 сентября 2011 года в Fresquez Productions - Clash in the Cage, где ей противостояла ветеранStrikeforce  Ян Финни. Холм победила Финни техническим нокаутом в третьем раунде.

### Bellator MMA
28 февраля 2013 года Холм дебютировала в Беллатор ММА в матче против Кэти Меррилл на шоу Bellator 91 в Рио-ранчо, Нью-Мексико. Холм выиграла бой техническим нокаутом во втором раунде.
Холм объявила о том, что она хотела уйти из бокса после того, как провела 11 мая 2013 боксерский поединок против Мэри МакГи, так как она не может полностью сконцентрироваться на своей карьере ММА. сообщение пришло как знаки препинания в переговорах, чтобы организовать титульный бой между Холм и норвежской чемпионкой Сесилией Brækhus. Холм присудили поражение МакГи единогласным решением судей, для неё это был последний бой в боксе.

### Legacy Fighting Championship
19 июля 2013 года Холм столкнулась с Allanna Джонс в наследство Бойцовский Чемпионат 21. она выиграла бой нокаутом ударом по голове во втором раунде.
Ожидалось, что Холм встретится с Эрикой Паэс на турнире Legacy Fighting Championship 24, состоявшемся 11 октября 2013 года. Однако Паэс была исключена из списка участников, и соперником Холм стала Никки Кнудсен. Холм выиграла бой техническим нокаутом ударом колена по корпусу во втором раунде.
6 декабря 2013 года Холм столкнулся с Анжела Хейз в Fresquez производств: хаос. она выиграла бой единогласным решением судей.
4 апреля 2014 года Холм столкнулась с Ульяной Вернер первого устаревших ФК женском легчайшем весе. Она выиграла бой и титул техническим нокаутом в пятом раунде из-за удар головой и удары руками.

### Ultimate Fighting Championship
10 июля 2014 года было объявлено, что Холм подписала контракт на несколько боёв с Ultimate Fighting Championship (UFC). Позже менеджер Холм — Ленни Фрескес сообщил, что контракт рассчитан на пять боев.
Ожидалось, что дебют Холм состоится в UFC 181 против Ракель Пеннингтон. Однако, 13 ноября, было объявлено, что Холм вынуждена отказаться от этого боя из-за травмы. И эти оба бойца сошлись друг с другом на UFC 184, где Холм выиграла бой раздельным решением судей.
15 июля 2015 года Холм встретилась с Марион Рено на UFC Fight Night 71, и Холм выиграла этот бой единогласным решением судей.

#### Титульный бой чемпиона UFC в лёгком весе
В её карьере это самый главный бой ММА на сегодняшний день, Холм столкнулась с чемпионом Ронда Роузи в главном событии UFC 193 14 ноября 2015 года. Несмотря на то, что массовые ставки были против, Холм контролировала большую часть поединка. Она выиграла бой нокаутом во втором раунде ударом ноги в голову (хай-кик). Благодаря этой победе, Холм закончила полосу побед Ронды Роузи и трёхлетнее царствование в качестве чемпиона. Холм был также вручён её первый бой вечера и исполнение Ночной бонус награды, выиграв титул, она стала первым человеком, который был чемпионом и в боксе и в ММА.
После боя, боец UFC Джон Джонс назвал Холм величайшей спортсменкой в истории боевых единоборств.

#### Защита титула чемпионки UFC в 2016 году
В начале февраля 2016 года на церемонии вручения наград World MMA Awards 2016 в Лас-Вегасе Холли Холм были вручены награды за апсет и за нокаут года.
А чуть раньше в январе, стало известно, что 5 марта 2016 года на турнире UFC 196 в Лас-Вегасе на арене MGM Grand состоится первая защита титула, где Холли Холм встретится с претенденткой на титул чемпионки легчайшего веса женского UFC Мишей Тейт, которая идёт без поражении уже 2 года.

### UFC 208
В ноябре 2016 года президент UFC Дана Уайт объявил, что в связи с появлением Крис Сайборг, которая не может сгонять вес до легчайшего, надо создать новый дивизион и в связи с этим было утверждено, что появляется женский полулёгкий дивизион. Первый титульный поединок пройдёт на UFC 208 в Нью-Йорке, где встретятся первые претендентки на данный титул чемпионки Холи Холм против Жермейн Де Рандеми, официально подтверждено, что это главный бой вечера, который войдёт в историю как первый титульный поединок полулёгкого дивизиона.
Холли Холм проиграла единогласным решением судей.

## Стиль боя
Холм является базовым боксером поэтому и манера ведения боя ударная с минимумом партера.

## Чемпионаты и достижения

### Бокс
- В целом
  - 16 раз защитила титул чемпиона мира в 3 весовых категориях
- Всемирной Боксерской Федерации
  - WBF Женский мир полусредний вес Чемпионат (один раз)[39]
  - WBF в полусреднем Женский мировой Чемпионат (один раз)[40]
  - 2012 женщина-Боец года[41]
  - 2012 Женский бой года против Энн Софи Матис на 15 июня[41]
- Женщины Boxing Archive Network
  - WBAN мира в полусреднем чемпионата (один раз)[42]
  - WBAN чемпионата мира среди юниоров в полусреднем весе (один раз)[43]
  - WBAN мира среди юниоров в среднем весе (один раз, в первый)[44]
  - 2012 большое Возвращение года[45]
  - 2011 бой года против Энн Софи Матис на 2 декабря[46]
  - Боец 2010 года[47]
  - Самых опытных 2009 года[48]
  - Высших достижений 2008 года[49]
  - Боец 2007 года[50]
  - Наиболее Улучшенная боксер 2007 года[50]
  - Наиболее Улучшенная боксер 2006 года[51]
  - 2005 горячих восходящая звезда года[52]
  - Расстроен 2005 года против Кристи Мартин 16 сентября[52]
- Всемирный Боксерский Совет
  - Чемпион WBC в полусреднем Женский мировой Чемпионат (один раз)[53]
  - NABF Женский полусредний вес Чемпионат (один раз)[54]
- Глобальный Боксерский Союз
  - ГБУ мира в полусреднем чемпионата (один раз)[53]
- Женская Международная боксерская Ассоциация
  - WIBA в полусреднем весе свет мира Чемпионат (один раз)[55]
  - WIBA в полусреднем Чемпионата Мира (один раз)[53]
- Международная Ассоциация Женщин-Боксеров
  - IFBA чемпионата мира в полусреднем весе (один раз)[53]
  - IFBA свет мира в среднем весе (один раз)[56]
  - Боец 2006 года[57]
- Всемирная Боксерская Ассоциация
  - Чемпион WBA в полусреднем Женский мировой Чемпионат (один раз, в первый)[58]
- Международной Ассоциации Бокса
  - МБА Женский мировой Чемпионат второго Полусреднего веса (три раза)[42][53]
  - МБА Женский мир полусредний вес Чемпионат (три раза; первой)[59][60][61]
- AwakeningFighters.com
  - 2012 AOCA / Пробуждение награда за выдающийся вклад[62]
- BadLeftHook.com
  - 2012 Женский Камбэк Боец года[63]
- BoxRec

Высокий рейтинг женских боксер в автоматизированном все-время фунт-для-фунта рейтинге на момент её ухода из бокса. К моменту выигрыша её чемпионат UFC она упала до #2 в фунт-для-фунта рейтинга, но всё ещё был #1 в полусреднем весе
- The Ring
  - 2006 женщина-Боец года[57]
  - 2005 женщина-Боец года[65]
- New Mexico Boxing
  - 2013 Зал славы Призывник[66]
  - Боец 2010 года[67]
  - Боец 2009 года[67]
  - Боец 2008 года[67]
  - Боец 2007 года[67]
  - Боец 2006 года[67]
  - Боец 2005 года[67]
- Альбукерке спортивный Зал славы
  - 2005 спортсменкой года[68]

### Кикбоксинг
- Международная Федерация Кикбоксинга
  - ИКФ/ринга 2001 США народный самодеятельный Международные правила чемпионата второго Полусреднего веса[69]

### Смешанные боевые искусства
- Боям Без Правил
  - UFC в женском легчайшем весе чемпионата (один раз; ток)
  - Бой вечера (один раз) против Ронда rousey[70]
  - Работа ночи (один раз) против Ронда rousey[71]
- Наследие Бои Чемпионатов
  - Наследие ФК женский Чемпионат боксера лёгкого веса (один раз, в первый)[72]
- Пионеркой wmma пресс Ассоциация
  - Нокаут 2013 года против Allanna Джонс 19 июля[73]
- Отчёт Отбельщика
  - 2013 пионеркой wmma нокаут года против Allanna Джонс 19 июля[74]
- BloodyElbow.com
  - 2013 пионеркой wmma нокаут года против Allanna Джонс 19 июля[75]
- AwakeningFighters.com
  - 2013 пионеркой wmma нокаут года против Allanna Джонс 19 июля[76]
- ULTMMA.com
  - Перспективы 2013 года"[77]
- Внутри ММА
  - Восходящая звезда 2013 года Bazzie премии[78]
- FightBooth.com
  - 2013 Леди Насилия Премии[79]

## Статистика боёв

### В смешанных боевых искусствах
| Боёв 22  | Побед 15 | Поражений 7 |
| -------- | -------- | ----------- |
| Нокаутом | 8        | 1           |
| Сдачей   | 0        | 2           |
| Решением | 7        | 4           |

| Результат | Рекорд | Соперник           | Способ                                               | Турнир                                  | Дата            | Раунд | Время | Место                         | Примечание                                                                                 |
| --------- | ------ | ------------------ | ---------------------------------------------------- | --------------------------------------- | --------------- | ----- | ----- | ----------------------------- | ------------------------------------------------------------------------------------------ |
| Поражение | 15-7   | Кайла Харрисон     | Сдача (удушение сзади)                               | UFC 300                                 | 13 апреля 2024  | 2     | 1:47  | Лас-Вегас, Невада, США        |                                                                                            |
| Победа    | 15-6   | Яна Сантос         | Единогласное решение                                 | UFC on ESPN: Вера vs. Сэндхэген         | 25 марта 2023   | 3     | 5:00  | Сан-Антонио , Техас, США      |                                                                                            |
| Поражение | 14-6   | Кетлин Виейра      | Раздельное решение                                   | UFC Fight Night: Холм vs. Виейра        | 22 мая 2022     | 5     | 5:00  | Лас-Вегас, США                |                                                                                            |
| Победа    | 14-5   | Ирене Алдана       | Единогласное решение                                 | UFC Fight Night: Холм vs. Алдана        | 3 октября 2020  | 5     | 5:00  | Лас-Вегас , Невада, США       |                                                                                            |
| Победа    | 13-5   | Ракель Пеннингтон  | Решение (единогласное)                               | UFC 246                                 | 18 января 2020  | 3     | 5:00  | Лас-Вегас , Невада, США       |                                                                                            |
| Поражение | 12-5   | Аманда Нунис       | Технический нокаут (удар ногой в голову и добивание) | UFC 239: Джонс vs. Сантос               | 6 июля 2019     | 1     | 4:10  | Лас-Вегас, США                | Бой за титул чемпионки UFC в женском легчайшем весе.                                       |
| Победа    | 12-4   | Меган Андерсон     | Единогласное решение                                 | UFC 225: Whittaker vs. Romero 2         | 9 июня 2018     | 3     | 5:00  | Чикаго, США                   |                                                                                            |
| Поражение | 11-4   | Кристиана Жустину  | Решение (единогласное)                               | UFC 219: Cyborg vs Holm                 | 30 декабря 2017 | 5     | 5:00  | Лас-Вегас, США                | Бой за титул чемпионки UFC в полулёгком весе среди женщин. Бой вечера.                     |
| Победа    | 11-3   | Бете Коррея        | Нокаут (удар в голову)                               | UFC Fight Night: Holm vs. Correia       | 17 июня 2017    | 3     | 1:09  | Каланг, Сингапур              | Возвращение в легчайший вес. Выступление вечера.                                           |
| Поражение | 10-3   | Жермейн де Рандами | Единогласное решение                                 | UFC 208: Holm vs. de Randamie           | 11 февраля 2017 | 5     | 5:00  | Барклайс-центр, Нью-Йорк, США | Бой за титул чемпионки UFC в полулёгком весе среди женщин.                                 |
| Поражение | 10-2   | Валентина Шевченко | Единогласное решение                                 | UFC on Fox 20                           | 23 июля 2016    | 5     | 5:00  | Чикаго, США                   |                                                                                            |
| Поражение | 10-1   | Миша Тейт          | Техническое удушение (сзади)                         | UFC 196                                 | 5 марта 2016    | 5     | 3:30  | Лас-Вегас, Невада, США        | Утратила титул чемпионки UFC в легчайшем весе.                                             |
| Победа    | 10-0   | Ронда Раузи        | Нокаут (удар ногой в голову)                         | UFC 193                                 | 15 ноября 2015  | 2     | 0:59  | Мельбурн, Австралия           | Завоевала титул чемпионки UFC в легчайшем весе. «Выступление вечера». «Лучший бой вечера». |
| Победа    | 9-0    | Марион Рено        | Единогласное решение                                 | UFC Fight Night: Mir vs. Duffee         | 15 июля 2015    | 3     | 5:00  | Сан-Диего, Калифорния, США    |                                                                                            |
| Победа    | 8-0    | Ракель Пеннингтон  | Раздельное решение                                   | UFC 184                                 | 28 февраля 2015 | 3     | 5:00  | Лос-Анджелес, Калифорния, США | Дебют в UFC и первая победа.                                                               |
| Победа    | 7-0    | Джулиана Вернер    | Нокаут (удар ногой в голову)                         | Legacy FC 30: Holm vs. Werner           | 4 апреля 2014   | 5     | 1:50  | Альбукерке, Нью-Мексико, США  | Завоевала титул чемпионки Legacy FC в легчайшем весе.                                      |
| Победа    | 6-0    | Ангела Хейс        | Единогласное решение                                 | Fresquez Productions: Havoc             | 6 декабря 2013  | 3     | 5:00  | Альбукерке, Нью-Мексико, США  |                                                                                            |
| Победа    | 5-0    | Никки Кнудсен      | Технический нокаут (удары коленями)                  | Legacy FC 24: Feist vs. Ferreira        | 11 октября 2013 | 2     | 1:18  | Даллас, Техас, США            |                                                                                            |
| Победа    | 4-0    | Эллана Джонс       | Нокаут (удар ногой в голову)                         | Legacy FC 21: Huerta vs. Hobar          | 19 июля 2013    | 2     | 2:22  | Хьюстон, Техас, США           |                                                                                            |
| Победа    | 3-0    | Кэти Меррилл       | Технический нокаут (удары)                           | Bellator 91                             | 28 февраля 2013 | 2     | 3:02  | Рио-Ранчо, Нью-Мексико, США   |                                                                                            |
| Победа    | 2-0    | Джен Финни         | Технический нокаут (удар ногой в корпус)             | Fresquez Productions: Clash in the Cage | 9 сентября 2011 | 3     | 2:49  | Альбукерке, Нью-Мексико, США  |                                                                                            |
| Победа    | 1-0    | Кристина Домке     | Технический нокаут (удары ногами)                    | Fresquez Productions: Double Threat     | 4 марта 2011    | 2     | 3:58  | Альбукерке, Нью-Мексико, США  |                                                                                            |

## Фильмография

### Телевидение
| Год  | Название           | Роль | Примечания                             |
| ---- | ------------------ | ---- | -------------------------------------- |
| 2010 | Нокаут Sportsworld | Сама | Эпизод: «Бросать Бомбы» Архивные кадры |

### Фильм
| Год  | Название            | Роль        | Примечания |
| ---- | ------------------- | ----------- | ---------- |
| 2016 | «Бойцовская долина» | Пейтен Уолш |            |

В июле 2016 года вышел фильм с участием Холли Холм: «Бойцовская долина» (англ. Fight Valley).

## Личная жизнь
Холм имеет тесные отношения со своими родителями и братьями. Её отец никогда не пропускал посещение любого из её поединков, и в течение многих лет оказывал помощь в её углу во время боксёрских поединков. Она и её отец являются партнёрами в компании по недвижимости.
С 27 апреля 2012 года Холли замужем за Джеффом Киркпатриком. 12 января 2019 года было сообщено, что Холм подала на развод с Кирпактриком после почти 7 лет брака, расставшись в марте прошлого года.